# Sangri
Sangri (tyb. ཟངས་རི་རྫོང, Wylie: zangs ri rdzong, ZWPY: Sangri Zong; chiń. upr. 桑日县; pinyin Sāngrì Xiàn) – powiat w południowej części Tybetańskiego Regionu Autonomicznego, w prefekturze Shannan. W 1999 roku powiat liczył 15 470 mieszkańców.